# Charles Clement Jennings Taylor
Charles Clement Jennings Taylor (Lincolnshire, 1861 – Città del Capo, 30 giugno 1922) è stato un astronomo amatoriale britannico, di professione mercante di tessuti, noto per aver scoperto la cometa periodica 69P/Taylor.

## Biografia
Taylor si trasferì fin da giovane dalla natia Gran Bretagna a Città del Capo, nel Sudafrica, allora colonia inglese, come rappresentante di una società commerciale britannica, ma poco tempo dopo fu attratto, come molti giovani dell'epoca, dalla corsa ai diamanti del giacimento scoperto nei pressi di Kimberley. Tornò a Città del Capo agli inizi degli anni Novanta del 1800 assieme a sua moglie dopo la morte del loro unico figlio; da quel momento esercitò il mestiere di mercante di tessuti .
Taylor fu un massone, affiliato alla Quatuor Coronati Lodge No. 2076 (Londra) fin dal 1890 quando risiedeva a Kimberley .

## Attività astronomica
Taylor fu un astrofilo per numerosi anni: esercitava il suo hobby dall'osservatorio privato, chiamato Herschel View, che si era costruito a Claremont, un sobborgo di Città del Capo ove risiedeva: l'osservatorio era munito di un telescopio riflettore con uno specchio di 10 pollici (25,4 cm di diametro).
Divenne membro della Royal Astronomical Society nel dicembre 1899. Nel 1910 pubblicò un'apprezzata carta col percorso che avrebbe seguito proprio in quell'anno la cometa di Halley al suo ritorno al perielio e che avrebbe dovuto essere visibile ad occhio nudo . Nel maggio 1913 si iscrisse alla Cape Astronomical Association (divenuta in seguito l'Astronomical Society of Southern Africa) divenendone nel 1916-17 presidente.
Taylor ha scoperto due comete: la cometa periodica 69P/Taylor il 24 novembre 1915  e la cometa non periodica C/1920 X1 Skjellerup l'8 dicembre 1920, quest'ultima non porta il suo nome perché al momento della scoperta il suo cattivo stato di salute gli fece comunicare coordinate sbagliate della cometa e non gli permise di accorgersi dell'errore fino a quando tre giorni dopo un altro astrofilo, John Francis Skjellerup anche lui operante in Sudafrica, scoprì e segnalò correttamente la cometa.
Nel 1916 per la scoperta della prima cometa Taylor ha ricevuto l'88° Medaglia Donohoe.